# 国王广场

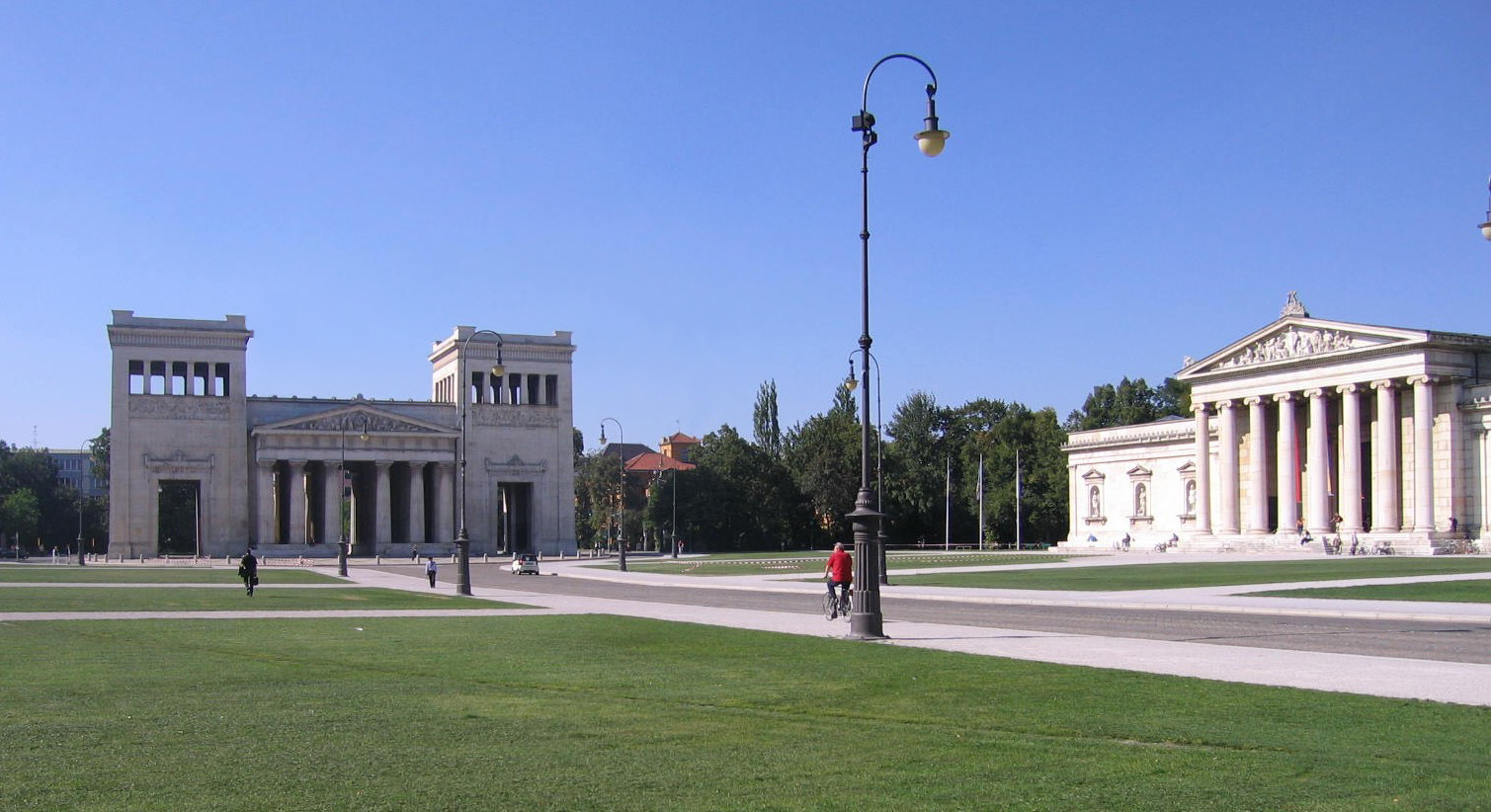
国王广场的Propyläen和古代雕塑展览馆

国王广场（德語：Königsplatz）是德国慕尼黑的一个广场，与卡洛林广场一起，构成布林纳街的一部分，是该市4条皇家大道之一。 
国王广场是根据路德维希一世的命令， 建造了多利安柱式的普罗皮来门（纪念奥托一世登基成为近代希腊开国君主）和爱奥尼亚柱式的古代雕塑展览馆。科林斯柱式的州立文物博物馆由Georg Friedich Ziebland设计，在其后面有圣玻尼法修道院。 
纳粹德国时期，国王广场成为纳粹党集会场所，东部建起2座榮譽聖殿，安放1923年啤酒馆政变中丧生的16名纳粹烈士遗体，这2座聖殿在第二次世界大战以后都被摧毁。Paul Troost在聖殿旁建造的2座纳粹党建筑至今尚存，1938年在其中一座建筑元首行館签订了慕尼黑协定。今天该建筑是慕尼黑音乐戏剧学院所在地。
今天，国王广场附近区域形成艺术区，是慕尼黑美术馆与博物馆集中的区域。
慕尼黑地铁设有国王广场站。